# Вилиброрд
Вилиброрд (око 658 - 7. новембар 739) је био нортамбријски монах и први архиепископ Фризије.

## Биографија
Вилиброрд је био ученик Вилфрида из Јорка. Дванаест година провео је у ирском манастиру. Године 690. опат га је, заједно са још једанаест монаха, послао да наставе Вилфридов рад међу Фризима. Фризијски владар Радбод није био наклоњен хришћанству. Да би му се супротставио, Вилиброрд је ступио у савез са Франачким краљевством. У Франачкој је меровиншки краљ био само фигура, а стварну власт држао је мајордом Пипин Херисталски. Пипин је Вилиброрду пружио подршку јер је у покрштавању суседа видео могућност да своју власт прошири и на Фризију. Око 698. године Вилиброрд је основао манастир у Ехтернаху, данашњем Луксембургу. Земљу му је даровао Пипин, његова жена и ташта. Папа Сергије је 695. године прогласио Вилиброрда архиепископом Фриза са седиштем у Утрехту у данашњој Холандији. Вилиброрд је добио и ново, хришћанско име - Климент. Вилиброрд је умро 7. новембра 739. године.